# The Priests (álbum)
The Priests es el primer álbum del grupo de música clásica y religiosa del mismo nombre The Priests. Fue lanzado el 24 de noviembre de 2008 por la discográfica Epic Records simultáneamente en 33 países. En España fue presentado por los tres sacerdotes en la parroquia de San Jerónimo el Real de Madrid, conocida como "Los Jerónimos", el 25 de noviembre de 2008.
Fue producido por Mike Hedges que ha trabajado, entre otros, con U2, Dido y Manic Street Preachers

## Lista de temas
El álbum contiene 14 canciones, entre las cuales se encuentra el conocido tema "Ave María" y dos canciones en español "Plegaria (Los tres amores)" y el popular villancico "Hacia Belén".
| The Priests |                                             |              |          |  |
| N.º         | Título                                      | Escritor(es) | Duración |  |
| 1.          | «Ave María»                                 | Schubert     | 4:35     |  |
| 2.          | «Die Schöpfung/Mit Würd und Hoheit Angetan» | Haydn        | 3:54     |  |
| 3.          | «Panis Angelicus»                           | Franck       | 3:18     |  |
| 4.          | «Irish Blessing»                            | Chilcott     | 2:58     |  |
| 5.          | «Benedictus»                                | Arwyn        | 3:29     |  |
| 6.          | «Plegaria (Los tres amores)»                | Álvarez      | 3:54     |  |
| 7.          | «Pie Jesu»                                  | Rutter       | 3:31     |  |
| 8.          | «Hacia Belén»                               | Traditional  | 2:44     |  |
| 9.          | «Abide with Me»                             | Monk         | 3:30     |  |
| 10.         | «Ag Crióst an Siól»                         | O'Riada      | 3:38     |  |
| 11.         | «Gloria/Domine Fili Unigente»               | Vivaldi      | 2:26     |  |
| 12.         | «O Holy Night»                              | Adam, Dwight | 4:56     |  |
| 13.         | «Ecce Sacerdos Magnus»                      | Elgar        | 2:58     |  |
| 14.         | «Be Still My Soul»                          | Sibelius     | 2:41     |  |

## Personal
The Priests
- Padre Eugene O'Hagan
- Padre Martin O'Hagan
- Padre David Delargy

Personal adicional
- Tom Bailey: Ingeniero asistente, asistente de mezclas
- Haydn Bendall: Mezclas, Grabación
- Matthieu Clouard: Asistencia a la Producción
- Monsignor Pablo Colino: Arreglos
- Mike Hedges: Arreglos, Producción
- Sally Herbert: Arreglos, Producción, Orquestación
- Austin Ince: Mezclas, Grabación
- Irish Film Orchestra: Orquesta
- Michael Keeney: Grabación Vocal
- Alastair McMillan: Supervisor Estudio
- Brendan Monaghan: Whistle (Instrumento), Uillean Pipes
- Marzen Murad: Masterización
- Danny O'Neill: Piano
- Anna Ralph: Ingeniero asistente
- Nick Raphael: A&R
- Caitriona Walsh: Orquesta
- Enda Walsh: Supervisor estudio
- Youki Yamamoto: Programación

## Listas de popularidad y certificaciones
El álbum se convirtió en las Navidades de 2008 en el número #1 en Irlanda, país de origen del grupo.
| País           | Certificación | Posición |
| Irlanda        |               | #1       |
| Reino Unido    |               | #5       |
| España         |               | #6       |
| Australia      |               | #12      |
| Estados Unidos |               | #66      |